# خربة نفخ
خربة نفخ قرية سوريّة تتبع إداريّاً لمحافظة حلب منطقة منبج ناحية مركز منبج، بلغ تعداد سكانها 875 نسمة حسب التعداد السكاني لعام 2004.